# Поремба, Давид
Давид Поремба (пол. Dawid Poręba; род. 1 декабря 2002, Чикаго) — американский и польский футболист, полузащитник клуба «Чикаго Файр».

## Карьера

### «Сталь» Мелец

#### Начало карьеры
Футбольную карьеру футболист начинал в американском клубе «Чикаго Файр». Позже футболист перебрался в структуру американского клуба «Чикаго Юнайтед», в котором выступал на юношеском уровне. В июле 2021 года футболист перешёл в польский клуб мелецкую «Сталь», где продолжил выступать за вторую команду клуба. Зимой 2022 года футболист стал впервые подтягиваться к играм с основной командой польского клуба. Дебютировал за клуб футболист 21 мая 2022 года в матче против плоцкой «Вислы», выйдя на замену на 78 минуте. В июне 2022 года футболист подписал с клубом свой первый профессиональный контракт, рассчитанный на 2 сезона с опцией продления ещё на год. Однако за первую половину нового сезона футболист провёл единственный матч в чемпионате и ещё несколько в рамках Кубка Польши, преимущественно оставаясь на скамейке запасных.

#### Аренда в «Шарлотт»
В декабре 2022 года футболист на правах арендного соглашения присоединился к американскому клубу «Шарлотт», отправившись выступать за резервную команду «Краун Легаси». Дебютировал за клуб 26 марта 2023 года в матче против клуба «Хантсвилл Сити», выйдя на замену на 65 минуте. Дебютными голами за клуб футболист отличился 15 апреля 2023 года в матче против клуба «Интер Майами II», оформив дубль. Также футболист попал в заявку «Шарлотта» на матч MLS 18 мая 2023 года против клуба «Чикаго Файр», однако остался на скамейке запасных. Вместе с клубом футболист стал победителем восточной конференции и вышел в этап плей-офф, где 8 октября 2023 года в полуфинале уступили клубу «Коламбус Крю 2». Всего за вторую команду клуба футболист отличился 6 забитыми голами и 5 результативными передачами. В ноябре 2023 года в американском клубе сообщили, что по окончании срока арендного соглашения футболист покидает клуб.

#### Аренда в «Чикаго Файр II»
В январе 2024 года футболист на правах арендного соглашения присоединился к американскому клубу «Чикаго Файр II» до конца сезона с опцией полноценного выкупа. Дебютировал за клуб футболист 18 марта 2024 года в матче против клуба «Цинциннати 2», выйдя на поле в стартовом составе. Дебютным забитым голом за клуб футболист отличился 21 марта 2024 года в матче Открытого кубка США против клуба «Чикаго Сити».